# ریو کائوتو (کوبا)
ریو کائوتو (به اسپانیایی: Río Cauto) یک منطقهٔ مسکونی در کوبا است که در استان گرانما واقع شده‌است. ریو کائوتو ۱٬۵۰۰ کیلومتر مربع مساحت و ۴۷٬۸۳۳ نفر جمعیت دارد و ۱۰ متر بالاتر از سطح دریا واقع شده‌است.